# Młynówka (Zbruczanśke)
Młynówka (ukr. Млинівка, Młyniwka) – część wsi Zbruczanśke na Ukrainie, w obwodzie tarnopolskim, w rejonie czortkowskim, nad Zbruczem.

## Historia
Młynówka to dawniej samodzielna wieś, która w połowie XIX w. stanowiła odrębną w gminę jednostkową w Bezirk Mielnica Królestwa Galicji i Lodomerii (477 mieszkańców w 1854 roku). Od 1867 w powiecie borszczowskim. Następnie zniesiona i połączona w jedną gminę z Nowosiółką Biskupią.
W międzywojniu w II RP (vide gmina Kudryńce). Po II wojnie światowej włączona w struktury ZSRR.